# Ex Machina (film)
Ex Machina è un film del 2015 scritto e diretto da Alex Garland, al suo debutto da regista.
Durante l'88ª edizione dei premi Oscar ha vinto il premio per i migliori effetti speciali, ricevendo una candidatura per la miglior sceneggiatura.

## Trama
Caleb Smith è un giovane programmatore che si aggiudica la possibilità di trascorrere una settimana nella casa in montagna di Nathan Bateman, l'amministratore delegato della società per cui lavora, la BlueBook. Nathan gli rivela subito che la sua casa non è altro che un grande laboratorio di ricerca, dove da solo ha progettato e costruito una macchina umanoide dotata di intelligenza artificiale di nome Ava. Oltre ad Ava e Nathan nella casa è presente anche Kyoko, una cameriera giapponese bellissima e muta, di cui l'inventore può disporre a suo piacimento. L'inventore appare come una persona sicura di sé, con il pallino per l'esercizio fisico e il salutismo, ma anche una forte passione per l'alcool.
Caleb è stato scelto, attraverso un concorso, per collaborare all'esecuzione del test di Turing e scoprire se l'androide abbia una vera intelligenza e coscienza di sé. Il giovane programmatore inizia subito il test, incontrando il robot dalle sembianze femminili e cominciando a parlarci, sorprendendosi di quanto sia intelligente, sensibile e simile a un essere umano. Caleb inizia a invaghirsi di Ava, che sembra ricambiare, e scopre inoltre che il robot è in grado di causare un'interruzione all'erogazione dell'energia elettrica nel laboratorio per evitare che Nathan ascolti le loro conversazioni. Durante i blackout le porte della casa-laboratorio si chiudono automaticamente per evitare possibili tentativi di intrusione o di fuga. Ava rivela che vorrebbe fuggire e vedere il mondo e che con l'aiuto di Caleb potrebbe farlo.
Man mano che passano i giorni, Caleb inizia a essere sempre più insofferente nei contronti di Nathan, che gli appare come un borioso narcisista che tratta malissimo sia Ava che Kyoko. Quando l'inventore gli rivela l'intenzione di cancellare tutti i ricordi di Ava per portarla a un successivo livello di sperimentazione, Caleb non ci sta e approfitta di un momento di ubriachezza di Nathan per entrare nel suo studio e osservare i suoi esperimenti. In questo modo, Caleb scopre che Nathan ha lavorato con decine di altri robot in passato e che la stessa Kyoko è una di loro. Terrorizzato dall'idea di poter essere lui stesso un automa, Caleb si ferisce da solo per appurare la sua umanità: la vista del suo sangue lo rinfranca.
Il giorno dopo, Ava e Caleb decidono di far ubriacare nuovamente Nathan per poter fuggire via dalla casa. Il piano va però in frantumi: Nathan in realtà ha ascoltato le conversazioni che i due credevano segrete e visto la scena in cui Caleb si feriva, per cui si rifiuta di bere e rivela a Caleb che, a suo parere, Ava stava solo fingendo di essere interessata a lui affinché la aiutasse a fuggire. Questo dimostrerebbe dunque la reale intelligenza umana di Ava. A questo punto Caleb rivela che, sospettando che lui ascoltasse tali conversazioni, il giorno prima, mentre Nathan era incosciente a causa dell'alcol, aveva già disabilitato i sistemi di sicurezza del posto in caso di blackout: Ava riesce infatti a disattivare l'energia elettrica e a uscire dalla sua stanza: ne consegue una colluttazione in cui interviene anche Kyoko.
Sebbene Nathan abbia sopraffatto Caleb fisicamente, le due robot riescono ad aggredirlo e ad avere la meglio su di lui. Prima di morire, l'uomo riesce a distruggere definitivamente Kyoko ed a danneggiare Ava, ma questa si ripara con vari pezzi meccanici e copre il suo intero corpo di pelle sintetica per poter sembrare una vera donna agli occhi di tutti. Fatto ciò, la robot lascia definitivamente la casa senza liberare Caleb dalla stanza in cui è imprigionato, ignorando deliberatamente le urla dell'uomo. Nelle ore successive, Ava è finalmente libera di vivere una vita normale in mezzo alle persone, alla città e alla natura.

## Produzione
Il budget del film è stato di circa 15 milioni di dollari.
Per il ruolo di Ava fu inizialmente scelta l'attrice Felicity Jones, ma alla fine il ruolo è andato ad Alicia Vikander.
Le riprese, iniziate il 15 luglio e concluse nel settembre 2013, si sono svolte in Norvegia, tra Valldal e il fiordo Sognefjord, e nei Pinewood Studios di Londra.

## Distribuzione
Il primo trailer del film viene diffuso il 30 ottobre 2014, seguito nello stesso giorno dalla versione italiana, diffusa dalla Universal Pictures.
La pellicola è stata distribuita nelle sale cinematografiche britanniche a partire dal 23 gennaio 2015, in quelle statunitensi dal 10 aprile e in quelle italiane dal 30 luglio. In Italia il film è stato proiettato in anteprima il 23 marzo 2015 al Teatro Petruzzelli di Bari, in occasione del Bari International Film Festival.

### Divieti
Negli Stati Uniti d'America, il film è stato classificato Restricted (R) dalla MPAA, per la presenza di nudità, riferimenti sessuali, linguaggio scurrile e violenza, vietando la visione ai minori di 17 anni non accompagnati.

## Accoglienza

### Incassi
Il film ha incassato 37,4 milioni di dollari in tutto il mondo.

### Critica
Sull'aggregatore Rotten Tomatoes ha una percentuale di gradimento del 92% basato su 290 recensioni, con un voto medio di 8,2 su 10. Su Metacritic ottiene un punteggio di 78 su 100 basato su 42 recensioni.

## Riconoscimenti
- 2016 - Premio Oscar[9][10]
  - Migliori effetti speciali a Andrew Whitehurst, Paul Norris, Mark Ardington e Sara Bennett
  - Candidatura per la miglior sceneggiatura originale a Alex Garland
- 2016 - Golden Globe[11]
  - Candidatura per la miglior attrice non protagonista a Alicia Vikander
- 2015 - Boston Society of Film Critics[12]
  - Candidatura per la migliore attrice non protagonista a Alicia Vikander
  - Candidatura per il regista emergente a Alex Garland
- 2015 - British Independent Film Awards
  - Miglior film
  - Miglior regista a Alex Garland
  - Miglior sceneggiatura a Alex Garland
  - Miglior contributo tecnico - effetti visivi a Andrew Whitehurst
  - Candidatura per il miglior contributo tecnico - scenografia a Mark Digby
- 2015 - Chicago Film Critics Association[13]
  - Candidatura per la miglior attrice non protagonista a Alicia Vikander
  - Candidatura per la miglior sceneggiatura originale a Alex Garland
  - Candidatura per il miglior regista promettente a Alex Garland
- 2015 - Critics' Choice Awards[14][15]
  - Miglior film horror/fantascienza
  - Candidatura per la miglior sceneggiatura originale a Alex Garland
  - Candidatura per i migliori effetti visivi
- 2015 - Empire Awards[16]
  - Candidatura per Miglior attrice a Alicia Vikander
- 2015 - European Film Awards[17]
  - Candidatura a Miglior attrice a Alicia Vikander
  - Candidatura a Miglior sceneggiatura a Alex Garland
- 2015 - Festival internazionale del film fantastico di Gérardmer
  - Premio della giuria
- 2015 - Las Vegas Film Critics Society[18]
  - Candidatura per il miglior film
  - Candidatura per la miglior attrice non protagonista a Alicia Vikander
  - Candidatura per la miglior sceneggiatura originale a Alex Garland
- 2015 - Los Angeles Film Critics Association[19]
  - Miglior attrice non protagonista a Alicia Vikander
- 2015 - National Board of Review of Motion Pictures[20]
  - Migliori dieci film indipendenti
- 2015 - New York Film Critics Online Awards[19]
  - Miglior regista esordiente a Alex Garland
  - Miglior attrice emergente a Alicia Vikander
- 2015 - Online Film Critics Society[21][22]
  - Miglior attore non protagonista a Oscar Isaac
  - Candidatura per il miglior film
  - Candidatura per la miglior sceneggiatura originale a Alex Garland
- 2015 - Phoenix Critics Circle Awards[23]
  - Miglior film di fantascienza
  - Miglior attrice non protagonista a Alicia Vikander
  - Candidatura per il miglior film
  - Candidatura per il miglior regista a Alex Garland
  - Candidatura per la miglior sceneggiatura a Alex Garland
- 2015 - San Francisco Film Critics Circle[24]
  - Candidatura per la miglior attrice non protagonista a Alicia Vikander
  - Candidatura per la miglior sceneggiatura originale a Alex Garland
- 2015 - South by Southwest
  - Candidatura per Premio del pubblico
- 2015 - Southeastern Film Critics Association Awards[25]
  - Miglior attrice non protagonista a Alicia Vikander
- 2015 - Time[26]
  - Decimo miglior film dell'anno
- 2015 - Washington D.C. Area Film Critics Association Awards[27][28]
  - Miglior attrice non protagonista a Alicia Vikander
  - Candidatura per il miglior regista a Alex Garland
  - Candidatura per la miglior sceneggiatura originale a Alex Garland
- 2016 - Directors Guild of America Award[29]
  - Miglior regista per un'opera prima a Alex Garland
- 2016 - Evening Standard British Film Awards
  - Miglior realizzazione tecnico-artistica a Mark Digby
- 2016 - MTV Movie Awards[30]
  - Candidatura per la miglior performance femminile a Alicia Vikander